# 简光洲
简光洲（1973年3月—），前《东方早报》首席记者、中国新闻奖一等奖获得者。因是首位点名报道“三鹿事件”事件的记者，被许多中国大陸网友视为“中国新闻界的良心”。

## 简历
简光洲出生于江西省九江县的农民家庭，受家庭影响，考入一间师范大学，主修文学，毕业后曾在九江市一间高中任语文教师。2001年考入南昌大学，就读新闻系，后获得硕士学位。2003年，获得文汇新民联合报业集团和羊城晚报的录取邀约后，简光洲选择入职文汇新民联合报业集团，参与了《东方早报》的创办，并成为其记者。因在《东方早报》担任调查记者期间，发表《甘肃14婴儿同患肾病，疑因喝“三鹿”奶粉所致》一文中直接点名三鹿，简光洲成为了最早曝光三鹿奶粉事件的记者，该文也获得第十九届中国新闻奖一等奖。2012年8月，据王克勤援引其同事的话，简光洲因个人原因从东方报业辞职。离职时，简光洲留下了一句话：“理想已死，我先撤了，兄弟们珍重！”目前，简光洲在上海环智传媒担任合伙人兼总经理一职。

## 个人荣誉
简光洲曾于2009年获得上海市五一劳动奖章，并获得《新周刊》于2008年评选的“年度新锐人物”称号。此外，简光洲也是2009年“全国优秀新闻工作者”称号获得者。

## 媒体评价
《新周刊》就简光洲报导三鹿事件一事给予的评语为：“真相因良知而显露，黑幕因勇气而洞开。简光洲的报道打破媒体‘某’规则，直接说出了‘三鹿’两个字，引发了中国奶制品行业地震，间接挽救了无数婴幼儿的生命健康。在蝼蚁撼大象的背后，他和他所供职的《东方早报》的诚实和勇气，还原了传媒的公共价值和监督角色。”《南方周末》则将他评为2008年特别致敬之传媒人物。

## 个人观点
简光洲接受新华社采访时表示：“置于公众监督之下，行业和部门才会更透明。”简光洲也认为，记者维权话题每年都被提及，和一些企事业单位和行业、部门作为被采访对象，依然没有脱离出某种官僚作风有关。简光洲还谈到，媒体市场化的背景下，不能“一切向钱看”，基本的职业道德操守是维权的前提。